# Battle Royale
Battle Royale (バトル・ロワイアル?) es una novela escrita por el japonés Koushun Takami publicada el 27 de abril de 1999 en Japón, esta obra se convirtió, gracias a la polémica que generó, en un best seller. La novela es considerada de culto; contiene bastante pensamiento filosófico y se encuadra en el género de novela ucrónica.
Debido al éxito del libro, se hizo una adaptación cinematográfica, Battle Royale, de la que más tarde salió una secuela no basada en el libro, Battle Royale II: Réquiem. Gracias a la gran aceptación del libro y de la película, el escritor Takami decidió crear un manga basado en el libro, de un total de quince tomos o volúmenes, que Keith Giffen adaptó a la lengua inglesa y que más adelante publicó TOKYOPOP, y que actualmente cuenta con una secuela distinta a la versión cinematográfica.
El título del libro se inspira en el nombre dado a los combates de lucha libre que reúnen a más de dos luchadores, muchas veces en decenas. Los luchadores pueden combatir solos o improvisar equipos temporalmente, en un mismo escenario o en el mismo ring, sin embargo la premisa es que es una lucha todos contra todos donde los competidores se eliminan entre sí hasta sólo quedar uno.

## Argumento
Battle Royale ocurre en el año 1997, en una línea de tiempo alterna. Japón es conocido como la Gran República del Asia Oriental (大東亜共和国 Dai Tōa Kyōwakoku?), un estado fascista totalitario, capaz de doblegar la voluntad de la población, ya que controla todo aspecto de la vida de sus ciudadanos y cualquier cosa declarada «inmoral» por las autoridades, como el rock, está prohibida a menos que beatifique al gobierno. Esta nación es gobernada por el Gran Dictador, un anónimo líder supuestamente idolatrado por la población. La Gran República no solo abarca el territorio de la isla, también incluye lo que anteriormente se conocía como Corea y también posee una gran influencia en el territorio chino. Como nación asegura ser tan antigua que ha tenido más de trescientos gobernantes consecutivos. También señala haber sido el país que obtuvo la victoria en la Segunda Guerra Mundial, describiendo a Norteamérica como un decadente Estado imperialista y el origen de todos los males que un ciudadano de la Gran República debe repudiar.
El gobierno ha establecido el Programa de Experimentación Bélica N°68 (戦 闘 実 験 第六 十八 番 プ ロ グ ラ ム Sentō Jikken Dai Rokujyuu Hachi Ban Program?), que consiste en secuestrar al azar cincuenta clases de tercer año de secundaria, una de cada prefectura, para dejar a cada una en una ubicación remota diferente, donde sus estudiantes son obligados a matarse entre sí hasta que solo quede un alumno de cada clase. Según se explica, esto se hace para ayudar al gobierno a investigar habilidades de supervivencia y preparación para la batalla.
Un grupo de estudiantes de la Escuela Secundaria Shiroiwa (城 岩 中 学校 Shiroiwa Chūgakkō?), de la ciudad homónima, se preparan para la tradicional excursión escolar de primavera; entre ellos el aspirante a estrella de rock Shūya Nanahara; Noriko Nakagawa, una tímida chica enamorada de Shuya; Shogo Kawada, un joven estudiante transferido de personalidad tranquila y dura; el prodigio sociópata Kazuo Kiriyama y la cruel delincuente juvenil Mitsuko Souma. Sin embargo, mientras viajan en autobús, son dormidos con gas.
El grupo despierta en un salón de clases desconocido usando collares de metal y rodeados de militares armados en una pequeña isla que ha sido desalojada por el gobierno. Un sádico oficial gubernamental llamado Kinpatsu Sakamochi les informa que han sido elegidos para el Programa y que los collares poseen una bomba. Como medida de terror Sakamochi asesina a dos estudiantes. La primera es Fumiyo Fujiyoshi a quien clava un puñal en su frente por interrumpirlo mientras habla, y el segundo es Yoshitoki Kuninobu, el mejor amigo de Shuya, a quien hizo acribillar cuando se molestó porque Sakamochi había violado a la encargada del orfanato donde vivían Shuya y él en castigo por protestar por su elección.
Sakamochi les explica que deben asesinarse entre sí hasta que solo quede uno, quien será nombrado ganador y devuelto a su vida normal; además advierte que, aunque no hay límite de duración para el juego, si pasan veinticuatro horas sin que alguien sea asesinado, todos los collares serán detonados simultáneamente y no habrá ganador. A cada estudiante se le entrega una mochila en cuyo interior hay suministros de supervivencia y un arma al azar, tras lo cual se les hace salir uno por uno. Si bien la mayoría obtiene armas, algunos adquieren artículos inútiles como bumeranes o tenedores. En los casos de Hiroki Sugimura y Toshinori Oda, ambos reciben objetos que pueden ser de ayuda a la hora de defenderse, obteniendo un radar que señala a los estudiantes más cercanos y un chaleco antibalas, respectivamente.
Para asegurarse que obedezcan, los collares rastrean sus posiciones y explotan si intentan quitarlos, o si permanecen en Zonas Prohibidas: áreas del mapa elegidas al azar que aumentan en número con el tiempo, reestructurando y reduciendo el campo de batalla y obligando a los estudiantes a moverse; la primera zona en activada será precisamente la escuela justo después que el último joven abandone el recinto, para así evitar posibles ataques contra el personal gubernamental.
Ya que Yoshitoki estaba enamorado de Noriko, Shuya promete protegerla en memoria de su amigo y la espera fuera del colegio para mantenerla a salvo y posteriormente reunir al resto e intentar organizarse para buscar una forma de salir todos vivos. Desgraciadamente en la puerta del colegio Yoshio Akamatsu se instaló con su ballesta para emboscar a sus compañeros y ya ha logrado asesinar a Mayumi Tendo. Shuya y Noriko logran escapar sin saber que, inmediatamente después, Yoshio es asesinado por Kazushi Niida con su propia arma.
Paralelamente Kazuo Kiriyama, líder de los matones, engaña a su pandilla para que se reúnan con el objetivo de asesinarlos y apoderarse de sus armas; cobrando también la vida de Izumi Kanai, que se encontró con ellos por mala suerte. Mientras tanto, en el otro extremo de la isla Sakura Ogawa y su novio, Kazuhiko Yamamoto, saltan a un precipicio para evitar jugar y en el sector urbano Megumi Eto es degollada por Mitsuko Souma.
Shuya y Noriko son emboscados por Tatsumichi Oki, quien muere cuando accidentalmente cae sobre su hacha mientras intentaba asesinar a Shuya; de inmediato son atacados por Kyoichi Motobuchi, pero son salvados por Shōgo Kawada, quien tras escuchar los argumentos de Shuya decide hacer equipo con ellos. Los tres atestiguan como Yumiko Kusaka y Yukiko Kitano utilizan un megáfono para intentar reunir a sus compañeros y buscar una solución pacífica; sin embargo, solo logran atraer a Kiriyama, quien las asesina mientras se asegura de transmitir sus gritos a toda la isla con el megáfono.
Shogo explica que existe una posibilidad de salir vivos, pero solo si son los tres últimos sobrevivientes. Esto lo sabe gracias a que el año anterior fue el ganador del juego de otra prefectura y planea usar las debilidades que descubrió. Al mismo tiempo Shinji Mimura y Yutaka Seto, su mejor amigo, planean hackear las computadoras de Sakamochi en el colegio para incapacitar sus sistemas y escapar; pero, al ver que sus intentos son frustrados, comprenden que son monitoreados con micrófonos instalados en los collares, así deciden evitar comunicarse oralmente y cambian su plan a la recolección de materiales para fabricar una bomba casera con la cual destruir el colegio. En otro lugar la ex delincuente Yoshimi Yahagi y su novio, Yoji Kuramoto, son emboscados y asesinados por Mitsuko.
Shogo explica a sus compañeros como es que mientras se recuperaba de sus heridas tras ganar el año anterior se dedicó a investigar y descubrió no solo que el juego carece de un propósito más allá de mantener a la población atemorizada, sino que el gobierno y el dictador son elementos ficticios, mientras las verdaderas autoridades escriben la historia del país a su antojo y lo dirigen desde las sombras, también señala que desea salvarlos para vengar la muerte de su novia, quien murió en el juego y de su padre, que fue ejecutado por protestar cuando él fue seleccionado. Esa tarde Noriko comienza a mostrar síntomas de infección en una herida que recibió durante el asesinato de Yoshitoki, por lo que Shogo y Shuya acuerdan salir a buscar medicina.
Mientras, Hiroki Sugimura recorre toda la isla intentado encontrar y poner a salvo a Kayoko Kotohiki, su amor platónico; al mismo tiempo, Takako Chigusa, su mejor amiga, es asaltada por Niida y tras una dura lucha logra asesinarlo pero es herida de muerte por Mitsuko, aun así logra encontrarse con Sugimura, confesarle estar enamorada de él y despedirse antes de morir en sus brazos.
Sho Tsukioka, único integrante de la pandilla de Kiriyama que no fue asesinado con el resto, sigue en secreto a Kiriyama; confiando en las grandes habilidades de su compañero planea esperar a que esté debilitado tras haber acabado con el resto de alumnos para matarlo por la espalda y ser el ganador; sin embargo Kiriyama, que en todo momento ha sido consciente de su presencia, lo engaña para que permanezca en un sector pronto a convertirse en zona prohibida y muere cuando su collar explota. Mientras, Shogo y Shuya llevan a Noriko a una clínica abandonada para tratar sus heridas y en el trayecto ven como Kaori Minami muere en un tiroteo contra Hirono Shimizu, una de las secuaces de Mitsuko; quien tras marcharse es emboscada y estrangulada por Toshinori Oda. En la clínica, con Noriko ya recuperada, el grupo se encuentra con Sugimura, que les advierte sobre Mitsuko y promete reunirse con ellos tras encontrar a Kayoko; poco después el trío es atacado por Kiriyama y Shuya se separa de los otros llegando gravemente herido hasta el faro de la isla, donde se han reunido Yukie Utsumi, Yuka Nakagawa, Yuko Sakaki, Haruka Tanizawa, Satomi Noda y Chisato Matsui.
Cuando Shinji y Yutaka se disponen a llevar la bomba al colegio se encuentran con Keita Iijima, quien insiste en querer unirse a ellos a pesar del rechazo de Shinji, quien finalmente lo asesina de forma accidental cuando intenta asustarlo con su arma, generando una discusión con su amigo sobre si era necesario llegar a ese extremo, esto atrae a Kiriyama, que asesina Yutaka y obliga a un malherido Shinji a detonar allí la bomba para intentar matarlo; desgraciadamente, gracias a sus grandes habilidades físicas, Kiriyama logra sobrevivir y lo asesina.
Oda se encuentra con Sugimura e intenta ganarse su simpatía para que baje la guardia y pueda asesinarlo, pero su compañero no se deja engañar, lo enfrenta y lo hiere, sin embargo prefiere evitar un enfrentamiento y huir cuando su arma se traba. Mientras Oda regresa a su escondite es acribillado por Kiriyama, pero Oda, quien recibió un chaleco antibalas como equipamiento, confía en esto como una ventaja que le permitirá sorprender a Kiriyama, sin contar con que este es tan metódico que prefiere evitar riesgos y lo remata disparando una ráfaga completa en su rostro. Al mismo tiempo Mitsuko engaña a Tadakatsu Hatagami y Yuichiro Takiguchi para que la acepten en su grupo, tras esto intenta seducir a Hatagami, quien descubre sus verdaderas intenciones por lo que intenta dispararle, desgraciadamente el inocente Takiguchi malinterpreta esto y recibe el disparo de su amigo, permitiendo con ello que Mitsuko mate a ambos.
En el faro las muchachas esperan ansiosas que Shuya, quien les ha hablado del plan de escape, esté en condiciones de llevarlas con Shogo para huir todos juntos, sin saber que Yuko esta convencida de que el muchacho es peligroso por lo que envenenó su comida; para desgracia de todas, Yuka prueba el plato y muere, lo que sumerge al grupo en la desconfianza y paranoia que hace que se maten entre sí exceptuando a Yuko, quien arrepentida salta a los roqueríos desde la punta del faro. Sugimura llega al lugar después que Shuya se ha ido y enfrenta allí a Kiriyama, gracias a su entrenamiento en artes marciales tiene ventaja en la pelea hasta que su oponente logra apuñalarlo a traición, por lo que debe huir y cuando finalmente logra encontrar a Kayoko, esta simplemente se deja llevar por el pánico y, sin darle tiempo a explicarse, lo acribilla con su arma para posteriormente ser asesinada por Mitsuko que a su vez es muere a manos de Kiriyama, mismo destino que sufre Mizuho Inada, quien, tras haber perdido la cordura, muere intentando apuñalarlo por la espalda.
Quedando solo cuatro sobrevivientes; Shuya, Shogo y Noriko son emboscados por Kiriyama y tras una larga persecución en auto logran asesinarlo no sin que antes hiera a Shogo, quien le da el tiro de gracia. Siendo ya los únicos alumnos vivos, Shogo revela a sus compañeros que nunca tuvo la intención de salvarlos y solo fueron una tapadera usada para facilitar su supervivencia.
Tras asesinarlos, Shogo se reúne con los funcionarios y es llevado a un barco donde Sakamochi lo encara y revela haber descubierto que hackeó las computadoras del gobierno para saber qué escuelas fueron elegidas y cómo funcionaban los collares, esto demostraba que intencionalmente se inscribió en la clase seleccionada; sin embargo Shogo lo asesina y se descubre que no mató a sus amigos, todo fue una actuación para darlos por muertos tras desactivar sus collares y que pudieran abordar el barco en secreto para masacrar a los oficiales del gobierno y así disponer de un vehículo para huir. Shogo da instrucciones a ambos para contactar a opositores del gobierno que los ayudarán a huir del país y aunque él sucumbe a sus heridas, muere satisfecho de saber que ha hecho amigos genuinos y que sus acciones le mostrarán a los ciudadanos de la Gran República que el gobierno puede ser encarado y derrotado por la gente.
Algunos días después se revela al público el resultado del Battle Royale de Kagawa, declarando a Noriko y Shuya criminales prófugos y traidores a la nación. Tras algunos meses ocultos gracias a la ayuda de los amigos de Shogo, ambos se han recuperado de sus heridas por lo que su intención es llegar al puerto para embarcar a Corea y desde ahí llegar a Norteamérica, sin embargo son reconocidos y perseguidos en una estación del metro. La historia acaba con ambos escapando de las autoridades mientras Shuya se muestra decidido a sobrevivir a toda costa y llevar a Noriko a un lugar seguro.

## Ética, filosofía y desarrollo del libro
Battle Royale muestra un Japón donde el Estado ha derivado en formas autoritarias durante el siglo XX; la sociabilidad y la cooperación carecen de importancia, en favor de una competitividad individual desatada. El juego en sí representaría esta instrumentalización de la humanidad, y los estudiantes, los distintos comportamientos individuales frente a esta situación general. Koushun Takami describe a los personajes de su novela como «cortados de un mismo patrón», para que tengan aspectos comunes y que luego se distingan entre sí por su manera de actuar y su comportamiento; asimismo, los personajes son estáticos, es decir que no cambian su papel durante el desarrollo de la historia. Esta descripción contrasta con la de la versión manga, escrita por Takami junto con Masayuki Taguchi. Takami piensa que la caracterización de los personajes es distinta y se desarrolla más en esta versión.

## Conceptos

### El juego
En abril del año 1947, el 317° Gran Dictador de la Gran República del Asia Oriental se dirigió al país en lo que, a posteriori, sería históricamente conocido como el Discurso de Abril, donde señaló que la continua presencia e influencia de los imperialistas en el mundo y el peligro de que invadieran la Gran República, ya fuese geográfica o ideológicamente, los había orillado a la implementación e inicio del Programa de Experimentación Bélica N°68, donde se utilizarían 50 clases (47 antes del año 1950) para experimentación de combate letal como una forma de recopilación de datos en pro de la defensa de la nación contra la amenaza imperialista norteamericana, según señalaría el Gran Dictador durante el discurso, aunque le causaba tristeza sacrificar decenas de miles de niños a lo largo de los años, estaba dispuesto a ello ya que se trataba de un acto en pro de la patria.
Cada año, cincuenta clases de tercer año (noveno grado) de varios institutos, uno por cada prefectura, son elegidas para participar en el juego. Cada clase es llevada a un lugar aislado y previamente acondicionado para esta actividad dentro de su respectiva prefectura (una zona industrial, una isla, etc.) y los estudiantes son obligados a luchar a muerte hasta que solo quede uno, quien es declarado el "ganador" oficial del juego.
Hay alrededor de unos 2000 participantes por año, de los cuales 50 -uno por clase- sobreviven. Para asegurarse que los estudiantes cumplan las reglas, se les pone un collar metálico en el cuello que explotará y matará al estudiante si intenta quitárselo, escapar o romper las reglas del juego. Aunque no existe límite de duración para el juego, a los estudiantes se les advierte que debe morir al menos una persona por día; si se cumplen veinticuatro horas sin haber bajas, entonces todos los collares explotarán simultáneamente y no habrá ganador. En el libro se menciona que sólo el 0,5% de programas acaba de esta manera. Un supervisor del juego anuncia las bajas del día cada seis horas.
Ya que el juego no debe recibir interferencias del exterior y no posee un límite de tiempo, los cadáveres permanecen tirados en el lugar donde fallecieron hasta que haya un ganador, indiferente al tiempo que tarde y cuanto los afecte la exposición a la intemperie. Una vez que el juego acaba, el sector entero es bombardeado con gas venenoso y solo una vez que se disipa los encargados se presentan en el lugar. Ya que los soldados consideran indigno de su estatus el manejo de los cuerpos se subcontratan empresas de limpieza para que recojan los cadáveres acompañados por personal gubernamental que recupera los collares y determina la causa de muerte de cada estudiante para los registros e informes a la población.
Battle Royale es oficialmente un estudio de investigación militar. Sin embargo, durante el desarrollo de la novela, distintos personajes sugieren otras razones. Por ejemplo 1. Que sea un experimento psicológico anticuado al que nadie se ha atrevido a contradecir, 2. Que ofrece una oportunidad de gran interés a funcionarios de altos cargos. Se proponen más adelante que en verdad el juego es un medio para tener a la población atemorizada. En teoría, después de ver tales atrocidades, la gente se volverá paranoica y se dividirá, impidiendo así una rebelión organizada. Si bien, no se aboga por ninguna razón claramente. En la novela Shogo Kawada le explica a Shuya Nanahara que por lo que ha investigado desde el anterior juego ha podido descubrir que lo más seguro es que el juego haya sido simplemente propuesto hace décadas por algún alto mando y acatado por el resto, por lo que en el presente simplemente se seguiría llevando a cabo por lo que Kawada describe como la incapacidad de los ciudadanos para cuestionar las tradiciones y a quienes ante sus ojos poseen una posición de poder.

### El ganador
El superviviente final de cada clase recibe el título de ganador y adquiere, oficialmente, el estatus de ciudadano modelo, es provisto de una pensión vitalicia, derivada de los impuestos del resto de la población como reconocimiento a su ejemplo, y recibe como regalo un autógrafo del Gran Dictador, ante los medios y la comunidad la imagen del ganador se idealiza tanto para la buena imagen del programa como para reforzar la idea que esto se lleva a cabo por el bien de la nación, siendo una forma de suavizar el hecho que se trata de un joven de quince años al que se le acaba de poner en una situación donde debió masacrar y ver morir a sus compañeros y amigos.
Fuera del foco de atención la realidad del ganador es muy diferente a lo que se promociona; el ganador es obligado a trasladarse a otra prefectura, se le ordena no hablar del juego y se le exige que lleve una vida normal alejado de la atención, de la misma forma la pensión que se les entrega es una suma tan pobre que apenas cubre los gastos diarios; además, ya que los sorteos abogan por la igualdad absoluta, y se realizan por medio de un programa informático, aunque se trata de una probabilidad estadísticamente remota, mientras continúen estudiando no están exentos de volver a participar si su nuevo establecimiento es seleccionado.

### Guadalcanal-22
A cada estudiante que participa en Battle Royale se le pone un collar metálico explosivo llamado Guadalcanal-22. Este collar estallará, matando al estudiante si:
- Intenta quitárselo o escapar fuera del territorio asignado al juego.
- Queda rezagado en una zona llamada Zona de Peligro
- Si el oficial gubernamental asignado envía la señal de detonación al collar.

El collar tiene unas funciones secundarias como el detectar los signos vitales, escuchar las conversaciones de los estudiantes mediante un pequeño micrófono, también puede detectar la posición geográfica de cada estudiante (el GPS de Hiroki Sugimura y los supervisores lo hacían). Una función importante del collar es impedir la huida de cualquier estudiante, haciendo imposible esto con la explosión.
El Guadalcanal-22 cobra protagonismo en cuatro ocasiones:
- Durante el prólogo de la novela se muestra un comunicado interno del gobierno donde se menciona que un desconocido ha logrado hackear las bases de datos referentes al juego enfocándose en datos respecto la planificación del próximo juego y las especificaciones técnicas del Guadalcanal-22.[2]
- Cuando Kazuo Kiriyama engaña a Sho Tsukioka y lo lleva a una zona de peligro. Kiriyama consigue engañarle y huye de la zona de peligro. Tsukioka se da cuenta demasiado tarde del engaño y su collar explota, matándolo.[48]
- El plan de escape de Shinji Mimura fracasa al explicárselo a Yutaka Seto. Mimura comprende que los collares tienen micrófonos y traza un nuevo plan.[49]
- Tras la supuesta victoria de Shogo Kawada, Sakamochi revela que ha analizado las grabaciones de su juego anterior proporcionados por su collar lo que no sólo le permitió deducir que en realidad sí amaba a Keiko, sino que fue el joven quien hackeó las computadoras del gobierno para aprender a desactivar los collares, gracias a lo cual pudo fingir asesinar a Noriko y Shuya mientras los liberaba.[41]

Otras dos ocasiones suceden exclusivamente en la película. La primera, tras despertar en la escuela de la isla Yoshitoki Kuninobu, a diferencia de la novela, no muere acribillado sino que el profesor Kitano detona su collar ya que el muchacho lo enfrenta y provoca en varias ocasiones; la segunda es durante el enfrentamiento final entre Kazuo Kiriyama y Shogo Kawada; en medio del tiroteo entre ambos, este último logra dañar con un disparo de su escopeta el collar de Kazuo y matarlo con la detonación.
En la película Battle Royale II: Réquiem, las funciones de detonación y monitoreo de signos vitales de los collares fueron modificados para estar emparejados con el de algún otro estudiante escogido al azar; si un collar dejaba de funcionar, era manipulado indebidamente, destruido o detectaba el cese de los signos vitales de su dueño inmediatamente el segundo collar detonaba asesinando a su dueño; ya que la identidad de las parejas era un misterio, los estudiantes estaban obligados a cuidarse las espaldas unos a otros mientras enfrentaban a los Wild Seven.

### Zona de peligro
A cada estudiante que participa en Battle Royale se le proporciona un mapa del sector donde se llevará a cabo el juego dividido en cuadrantes. Las zonas de peligro son elegidas de manera aleatoria, impidiendo a los estudiantes entrar a esa zona.
Si un estudiante entra en una zona de peligro o no tiene tiempo de escapar de ella, su collar explotará. Una vez se ha declarado una zona de peligro, seguirá siéndolo durante todo el juego obligando a los estudiantes a moverse de un lado para otro en un campo de batalla cada vez más reducido.
La zona que funciona como cuartel para los encargados, el colegio en el caso de la novela, es zona de peligro de manera permanente desde que sale el último estudiante de la lista. Esto hace inviable la posibilidad de rebelarse contra los supervisores del juego.
Cada seis horas el supervisor comunicará a los participantes por medio de altavoces la lista de fallecidos junto a las zonas de peligro que se activarán y la hora en que lo harán; además si el supervisor considera que los participantes no están lo suficientemente activos tiene la autoridad de incrementar la cantidad de zonas de peligro que se activarán cada hora.

## Personajes

### Otros personajes
- Masao Hayashida (林田昌朗, Hayashida Masao): El tutor de la clase 3-B del instituto de Shiroiwa. Es asesinado por oponerse a que la clase ingrese en el juego y por abogar por las vidas de sus estudiantes. Tiene el mote de "libélula", debido a sus grandes gafas.[4]
- Keiko Onuki (大貫慶子, Ōnuki Keiko) (Keiko Inoue en el manga traducido al inglés): Novia de Shogo Kawada de su escuela anterior en Kobe; Keiko estaba en la clase de Kawada cuando los mandan a participar a Battle Royale. Keiko muere en el programa. Su relación con Keiko y Battle Royale vuelven a Kawada más duro y cerrado.[23]
- Mai: También llamada la chica que sonríe; en la novela aparece en los recuerdos de Shuya, quien piensa como lo perturbó ver el rostro sonriente y enajenado de la muchacha.[4]
- Ryoko Anno (安野良子, Anno Ryōko): La directora de la Casa de la Caridad, heredó su cargo de su padre, el anterior director, por lo que aun es una muchacha joven.[4] Sakamochi señala que, aunque las leyes indican que los familiares o tutores que protestan contra la elección deben ser ejecutados, existe la costumbre entre los encargados que si se trata de una mujer atractiva en su lugar es abusada sexualmente, cosa que sucedió con Ryoko cuando protestó porque Nanahara y Kuninobu fueron llevados al Battle Royale.[5]
- Kinpatsu Sakamochi: El "profesor" enviado por el gobierno. Es un sádico y disfruta viendo las muertes de los alumnos.[6] Extraoficialmente está a cargo del juego de apuestas que suele hacerse en secreto entre los altos mandos del gobierno, siendo su opción personal que ganará Kiriyama.[51] Su nombre viene de Kinpachi Sakamoto, el protagonista de Kinpachi Sensei. Muere cuando Kawada lo apuñala con un lápiz.[41]
- Los soldados Tokihiko Tahara (田原俊彦, Tahara Tokihiko), Nomura (野村, Nomura), y Kondo (近藤, Kondō): Los soldados encargados. Tahara, descrito como "el frívolo", dispara a Nakagawa en la pierna.[4] Los soldados son asesinados por Kawada y Nanahara al final del libro.[41] Sus nombres provienen directamente de personajes de Kinpachi Sensei.
- Kazumi Shintani (新谷和美, Shintani Kazumi): El amor platónico de Shuya y por quien practicó con la guitarra hasta volverse uno de los mejores. Un año mayor que Shuya y al igual que él un integrante del club de música. Descrita como una saxofonista de físico robusto que casi llega a los 170 cm. Shuya se declaró un año antes pero ella lo rechazó explicando que tenía novio. Al graduarse se cambió de colegio para estudiar junto a su pareja.[3] Aunque hasta el comienzo del juego Shuya asegura que estará enamorado de ella toda la vida, recuerdos suyos muestran que desde pequeño deseaba una esposa que fuera como su madre con su padre y los rasgos de Kazumi era muy similares a los de su madre.[52]

## Antecedentes

### Creación
En la década de 1990, Koushun Takami ideó el concepto original de la historia de Battle Royale después de tener un sueño. Takami declaró en 2009:

Estaba acostado en mi futón, medio dormido, medio despierto, y me llegó una imagen mental del profesor de un dorama escolar que vi en televisión hace mucho tiempo. Él dijo: "Muy bien clase, escuchen". [...] "¡Ahora hoy, voy a hacer que se maten unos a otros!". Su imagen sonriente mientras hablaba era tan vívida que me reí, pero también estaba aterrorizado. [...] Y con eso, supe que tenía algo sobre que escribir.
Koushun Takami (2009)

El título Battle Royale se le ocurrió después de discutir el concepto de su historia con sus amigos, quienes dijeron que sonaba como una reinvención de los Battle Royale de la lucha libre. Takami luego se interesó en el aspecto social de un encuentro Battle Royale, en la forma como los viejos oponentes trabajan juntos para derrotar a un enemigo más fuerte y particularmente en cómo los viejos aliados se traicionan entre sí por su propia gloria. Para la construcción del mundo, se inspiró en su educación japonesa de la década de 1960, cuando grandes grupos de revolucionarios lucharon contra la brutalidad policial. Su descripción de un gobierno fascista totalitario también fue influenciada por su novela favorita de Stephen King, La larga marcha (1979), que trata sobre un concurso de caminatas organizado por un gobierno totalitario.

### Publicación
Takami terminó Battle Royale cuando dejó de trabajar como periodista en 1996. La historia fue rechazada en la ronda final de los Japan Horror Fiction Awards de 1997 (日本 ホ ラ ー 小説 大 賞) de marzo de 1998, debido a que su contenido se consideró controvertido. Masao Higashi, quien participó en el comité de selección preliminar del premio, más tarde especuló que esto se debió a que los estudiantes matándose entre sí recordaba demasiado a los asesinatos de Kobe sucedidos el año anterior.
Battle Royale fue publicado por primera vez en abril de 1999 por Ohta Publishing. En agosto de 2002 fue lanzada en una versión revisada de dos tomos por Gentosha.
Takami describe a los personajes como posiblemente todos "parecidos", "todos iguales" a pesar de las diferentes apariencias y pasatiempos, y siendo personajes estáticos; el autor usó estas descripciones en contraste a la adaptación de manga que escribió, con Masayuki Taguchi ilustrando, que él cree que tiene un reparto más diverso y bien desarrollado.
Battle Royale fue traducido al inglés por Yuji Oniki y lanzado en Norteamérica por Viz Media el 26 de febrero de 2003. Una edición ampliada con una revisión de la traducción de Oniki y un epílogo de Takami fue publicada el 17 de noviembre de 2009 por Haikasoru, una división de Viz Media. Esta versión también incluyó una entrevista con el director de la adaptación cinematográfica del libro, Kinji Fukasaku . Viz lanzó una nueva traducción de Nathan Collins el 1 de abril de 2014, bajo el título Battle Royale: Remastered. También publicaron The Battle Royale Slam Book: Ensayos sobre el clásico de culto por Koushun Takamiel mismo día, que incluye ensayos sobre los detalles de la novela y las controversias que la rodean, así como sus adaptaciones escritas por autores de ciencia ficción, terror y suspenso como Brian Keene , John Skipp y Catherynne M. Valente.
A su vez ha sido traducida a diferentes lenguas la compañía Viz, desde el 26 de febrero de 2003; en Francia, desde el 23 de agosto de 2006 mediante la compañía Calmann-Lévy; en el Reino Unido, mediante Gollancz desde el 6 de julio de 2006; en Alemania, mediante la compañía Heyne también desde el año 2006; y en Hungría, mediante la compañía Ulpius Ház desde el 2006. En España, la novela se distribuía, en un principio, a través de Casa del Libro, desde el año 2006, pero solo disponible en la versión en idioma inglés. Sin embargo, desde el 14 de mayo de 2013, está disponible en castellano por parte de Editorial Planeta, que publica la novela bajo su sello Booket. Se trata de una edición de bolsillo, en un formato de 13x20 cm y cuenta con un total de 688 páginas.

## Adaptaciones

### Películas
- Battle Royale: la primera película, protagonizada por Takeshi Kitano en el rol del maestro del instituto Kitano, que colabora con el gobierno. Está basada en la célebre novela aunque con claras diferencias.[64][65]
- Battle Royale II: Réquiem: en esta película, en vez de obligar a los alumnos a matarse los unos a los otros, les obligan a combatir al grupo terrorista llamado "Wild 7". Los collares van conectados en parejas con lo que si muere la pareja de un estudiante, al estudiante le explota su collar a los pocos segundos. Ésta es la secuela de la película. No está basada en la novela de Takami.[66][67]

### Manga
- Battle Royale: manga que consta de 15 tomos, Según el autor es mejor que la novela y la película porque le permitió desarrollar mejor los personajes y la situación a la que se enfrentaban. La trama del manga es muy similar al de la novela, con alguna diferencia, pero distinta al de la película.[68] El manga ha sido distribuido en España y Argentina mediante la compañía IVREA.

- Battle Royale II: Blitz Royale: no tiene que ver con el filme de "Battle Royale II: Réquiem". El manga es distinto y aunque hay alguna referencia la trama es totalmente opuesta a la de la película. El manga ha sido distribuido en España mediante la compañía IVREA.[69]

- Battle Royale: Angel's Border: es una historia paralela de Battle Royale centrado en el grupo del faro y en Shinji Mimura; narra los eventos desde la perspectiva de Haruka Tanizawa y Chisato Matsui, mostrando sus vivencias desde unos meses antes del juego hasta llegar a los que se narran durante la historia principal.[70][71]

- Battle Royale: Enforcers: escrito por Koushun Takami e ilustrado por Yukai Asada y serializado en la revista Bessatsu Young Champion de Akita Shoten a partir de febrero de 2022.[72] Según su argumento después de haber sido prohibido durante 20 años, el Programa de Experimentación Bélica N°68 ha sido reinstaurado bajo el control de una inteligencia artificial gubernamental y los conflictivos alumnos de la Clase F de la Academia Daitoa han sido elegidos, divididos en escuadrones armados y se les ha ordenado luchar hasta la muerte.

### Juegos
En el año 2001, B-R-U.net desarrolló un juego en línea de Battle Royale por Internet "Battle Royale Ultimate" que se distribuyó en japonés. Se siguió distribuyendo y se tradujo al chino por la comunidad. El sitio en Internet en inglés indicó que estaban desarrollando un minijuego de Battle Royale.

### Serie de televisión
En julio de 2012, ante la popularidad observada en la saga Hunger Games, The CW planteó la posibilidad de adaptar Battle Royale a una serie de televisión, aunque en esa fecha la idea solo se estaba planteando y comenzaban las negociaciones por los derechos. Sin embargo, en enero de 2013, se confirmó que el proyecto había sido cancelado antes de iniciar; Mark Pedowitz, presidente de The CW y quien había declarado anteriormente su interés en desarrollar el proyecto, señaló que no se llegó a una negociación o a planificar algo en concreto. Además ya que el año anterior en menos de seis meses la comunidad norteamericana sufrió tanto el tiroteo de Sandy Hook como la masacre de Aurora, se consideró inadecuada la creación de una serie con este tipo de argumento.

### Obra teatral
En 2012, el Sipat Lawin Ensemble y otros dos grupos de teatro universitario en Filipinas, hicieron una adaptación no oficial de la novela en una actuación de acción en vivo llamada Battalia Royale, que tuvo su debut en el Centro Cultural de Filipinas. Las presentaciones también se llevaron a cabo en una escuela secundaria abandonada en la ciudad de Quezon.

## Recepción
Tras su publicación en 1999, Battle Royale se convirtió en un éxito de ventas en Japón, vendiendo más de un millón de copias, antes de ser traducida a casi una docena de idiomas.
La novela se inscribió en los premios Japan Horror Fiction Awards de 1997, pero finalmente fue rechazada en la ronda final donde no hubo ganador ese año ya que los tres miembros del comité de selección de la ronda final de ese año admitieron que Battle Royale era el mejor trabajo, pero se negaron a otorgarlo debido a su contenido controvertido. Hiroshi Aramata dijo que si bien era el mejor nominado en términos de "historia, estructura y tema", sintió que era una parodia de Kinpachi-sensei y sospechaba que su contenido causaría problemas. Katsuhiko Takahashi consideró que aunque era la obra superior en cuanto a su construcción como novela, otorgar el premio a una historia sobre estudiantes matándose entre sí en "este momento" dañaría la reputación de la competencia. Mariko Hayashi dijo que si bien creía que era la mejor de las cuatro novelas, era como leer un "desagradable manga sobre un futuro cercano" y que "sin importar cuán directo o cuán interesante pueda ser el horror, no estoy tan seguro de si deberíamos escribir historias como esta".
En 2001, Kōji Ōnuma escribió Battle Royale: Kyokugenshinri Kaisekisho ( バ ト ル ・ ロ ワ イ ア ル 極限 心理 解析 書  lit. Battle Royale: Análisis de psicología extrema?), una disertación que explora los temas del libro.
Battle Royale ha sido aclamado por la crítica en el extranjero. En Entertainment Weekly, el escritor Stephen King lo incluyó como uno de los siete libros en su "lista de lectura de verano de 2005", después que se lo recomendara el novelista Kelly Braffet (escritor de Josie y Jack). King describió Battle Royale como "un riff de pulp increíblemente entretenido que combina Survivor con World Wrestling Entertainment. O tal vez Royale solo es una locura". También señala que tiene algunas similitudes con su propia novela La larga marcha. Concluye la breve reseña con un "No hay problema", como "les gusta decir a los muchachos de Takami que citan a Springsteen".
David N. Alderman, escribiendo para el sitio Red Room, le dio a Battle Royale una puntuación de 4,5 de 5 estrellas, afirmando que "la historia en sí es brillante. Considerada como extremadamente controvertida, especialmente por el momento en que se lanzó, el libro da pie a abrir todo tipo de puertas a conversaciones y pensamientos sobre psicología, asesinato, supervivencia, amor, lealtad y base moral". Si bien señala que aquellos a los que "asusta el cortar y rajar" deberían "alejarse de esto" ya que "es un poquito sangriento", afirma que "definitivamente vale la pena leerlo" y concluye que tiene "toques de romance, y definitivamente algunos grandes temas morales para iniciar conversaciones profundas con otros". Complete Review otorgó a la novela una calificación B, definiendola como "Un thriller perfectamente correcto, con una premisa divertida, bastante bien elaborado". Tom Good, escribiendo para The Journal of the Lincoln Heights Literary Society, elogió la novela y concluyó que, como "un cuento de terror de ficción pulp, Battle Royale ofrece una gran cantidad de emoción, acción, suspenso y diversión".

## Influencia en la cultura popular
Desde su lanzamiento, la novela y su adaptación cinematográfica han influido en obras posteriores. Estos incluyen a cineastas como Quentin Tarantino, más notablemente en la saga de películas Kill Bill; el personaje Gogo Yubari, interpretado por Chiaki Kuriyama, presenta semejanzas a Takako Chigusa, personaje que ella misma interpreta en la película adaptada de la novela. VA Musetto del New York Post también lo comparó con The Condemned, película a la que el crítico llamó "una mala estafa" tanto de Battle Royale como de El juego más peligroso. Los críticos también han notado la influencia de Battle Royale en otros trabajos posteriores, como la película de 2008 Kill Theory, la película de 2009 The Tournament o la película de 2016 The Belko Experiment, y han notado similitudes con la franquicia de novelas y películas Los juegos del hambre. La franquicia de manga, anime y cine Gantz y el videojuego de 2007 The World Ends with You han sido comparados con Battle Royale.
La novela juvenil estadounidense de 2008 Los juegos del hambre de Suzanne Collins ha sido acusada de ser sorprendentemente similar a la novela de Battle Royale en términos de la premisa básica de la trama. Mientras Collins sostiene que "nunca había oído hablar de ese libro hasta después que se publicó el suyo", Susan Dominus de The New York Times señala que "los paralelismos son lo suficientemente sorprendentes como para que el trabajo de Collins haya sido atacado salvajemente en la blogósfera como una estafa descarada". pero argumentó que "hay suficientes posibles fuentes como para que los argumentos de ambos autores pudiesen haber llegado a la misma configuración básica de forma independiente". El consenso general desde entonces ha sido el de una amistosa controversia, especialmente desde la publicación de la adaptación cinematográfica de Los juegos del hambre. El autor de novela, Takami, dijo que apreciaba que los fanes "defendieran" su libro, pero afirmó que cree que "ambas novelas tienen algo que ofrecer" y que si "los lectores encuentran valor en cualquiera de los libros, eso es todo lo que un autor puede pedir".
El cómic Avengers Arena de 2012 tiene una trama similar a la novela. Además, la portada de su primer número rinde homenaje al afiche de la película; con los personajes principales posados de la misma manera y un logotipo de diseño similar.
La novela y especialmente su adaptación cinematográfica han tenido influencia en la cultura popular global, inspirando numerosas obras de ficción en varios medios diferentes, particularmente en Asia oriental y el mundo occidental. Desde el estreno de la película, el término "Battle Royale" se ha utilizado para referirse a un género narrativo ficticio y/o modo de entretenimiento inspirado en la película, donde un grupo selecto de personas reciben instrucciones para matarse entre sí hasta que solo haya un sobreviviente. El fenómeno del "Battle Royale" se ha vuelto especialmente popular en la década de 2010. Un género de videojuegos con el mismo nombre se hizo popular en la década de 2010, con juegos como PlayerUnknown's Battlegrounds, Fortnite: Battle Royale, Apex Legends y el más reciente de la década de 2020, Call of Duty: Warzone (que comparte con los juegos Call of Duty: Modern Warfare, Call of Duty: Black Ops Cold War y Call of Duty: Vanguard) que registran las victorias de los jugadores. Otros trabajos se centraron en la duda y la desconfianza entre un grupo de personas en un "juego de asesinatos", como las sagas de películas de Saw o Cube, y los juegos de la serie Danganronpa.
En 2021, Hwang Dong-hyuk, el creador de la serie surcoreana, El juego del calamar, señaló que Battle Royale, particularmente la versión del manga, fue una fuente de inspiración para la cadena original de Netflix.